# قناة العقيق
قناة العقيق هي قناة فضائية يمنية بدأت بثها في يناير 2010 كثالث قناة يمنية تتبع القطاع الخاص على مدار القمر نايل سات ويملكها شخصيات قيادية في النظام اليمني السابق (عبده بورجي، فارس السنباني، والإعلامي أنور الأشول) ، تركزت مصادر دعم هذه القناة من خلال حزب المؤتمر الشعبي العام عبر دعم قائد الحرس الجمهوري السابق أحمد علي عبد الله صالح، كانت القناة تبث من القاهرة في مصر على نفس التردد والمدار الذي تبث منه قناة سهيل التابعة لرجل الأعمال المعارض حميد الأحمر.

## توقف القناة
في مطلع يناير 2013 توقفت القناة عن البث نتيجة العجز المالي بعد سلسلة من التوقفات المفاجئة خلال العام 2012.

## نشاط القناة
تميزت بتنوع برامجها بين ترفيهية وفنية وسياسية ولها توجه سياسي.
للقناة باقة من الأغاني اليمنية وبعض الأعمال الدرامية والفكاهية وبرامج أخرى كما قدمت برنامج شاعر المليون للشعراء اليمنيين.